# İnegöl Belediyespor ve Gençlik Kulübü 2018-2019
Questa voce raccoglie le informazioni riguardanti l'İnegöl Belediyespor ve Gençlik Kulübü nelle competizioni ufficiali della stagione 2018-2019.

## Organigramma societario
Area direttiva
- Presidente: Alper Taban

Area tecnica
- Allenatore: Fazıl Demirci
- Secondo allenatore: Ertuğrul Erdoğan
- Scoutman: Aykut Aydın

## Rosa
| N° | Nome                 | Ruolo | Data di nascita  | Nazionalità sportiva |
| -- | -------------------- | ----- | ---------------- | -------------------- |
| 1  | Burak Hazırol        | L     | 10 marzo 1991    | Turchia              |
| 2  | Steven Marshall      | S     | 23 novembre 1989 | Canada               |
| 3  | Berkan Bozan         | P     | 28 maggio 1991   | Turchia              |
| 4  | Vojin Ćaćić          | S     | 31 marzo 1990    | Montenegro           |
| 7  | Cansın Hacıbekiroğlu | C     | 12 luglio 1987   | Turchia              |
| 8  | Rolando Cepeda       | O     | 19 marzo 1989    | Cuba                 |
| 9  | Kemal Elgaz          | S     | 1º gennaio 1986  | Turchia              |
| 10 | Cansın Çınar         | C     | 13 febbraio 1990 | Turchia              |
| 11 | Hüseyin Koç          | P     | 30 luglio 1979   | Turchia              |
| 12 | Gert van Walle       | O     | 7 agosto 1987    | Belgio               |
| 14 | Berkay Bayraktar     | L     | 3 luglio 1997    | Turchia              |
| 15 | Efe Er               | S     | 29 ottobre 1997  | Turchia              |
| 17 | Cüneyt Dağcı         | C     | 13 febbraio 1985 | Turchia              |
| 18 | Berkant Hızarcı      | O     | 14 giugno 1999   | Turchia              |
| 20 | Mustafa Susam        | S     | 5 maggio 1999    | Turchia              |

## Statistiche

### Statistiche di squadra
| Competizione     | Punti | In casa | In casa | In casa | In trasferta | In trasferta | In trasferta | Totale | Totale | Totale |
| Competizione     | Punti | G       | V       | P       | G            | V            | P            | G      | V      | P      |
| ---------------- | ----- | ------- | ------- | ------- | ------------ | ------------ | ------------ | ------ | ------ | ------ |
| Efeler Ligi      | 24,3  | 11      | 5       | 6       | 11           | 3            | 8            | 28     | 12     | 16     |
| Coppa di Turchia | -     | 1       | 0       | 1       | 1            | 1            | 0            | 2      | 1      | 1      |
| Totale           | -     | 12      | 5       | 7       | 12           | 4            | 8            | 30     | 13     | 17     |

G = partite giocate; V = partite vinte; P = partite perse

### Statistiche dei giocatori
| Giocatore        | Campionato | Campionato | Campionato | Campionato | Campionato | Coppa di Turchia | Coppa di Turchia | Coppa di Turchia | Coppa di Turchia | Coppa di Turchia | Totale | Totale | Totale | Totale | Totale |
| Giocatore        | P          | PT         | AV         | MV         | BV         | P                | PT               | AV               | MV               | BV               | P      | PT     | AV     | MV     | BV     |
| ---------------- | ---------- | ---------- | ---------- | ---------- | ---------- | ---------------- | ---------------- | ---------------- | ---------------- | ---------------- | ------ | ------ | ------ | ------ | ------ |
| B. Bayraktar     | 25         | 0          | 0          | 0          | 0          | 2                | 0                | 0                | 0                | 0                | 27     | 0      | 0      | 0      | 0      |
| B. Bozan         | 23         | 13         | 1          | 5          | 7          | 2                | 0                | 0                | 0                | 0                | 25     | 13     | 1      | 5      | 7      |
| V. Ćaćić         | 25         | 353        | 300        | 25         | 28         | 2                | 30               | 25               | 0                | 5                | 27     | 383    | 325    | 25     | 33     |
| R. Cepeda        | 17         | 347        | 285        | 27         | 35         | 5                | 57               | 51               | 3                | 3                | 22     | 404    | 336    | 30     | 38     |
| C. Çınar         | 15         | 38         | 25         | 12         | 1          | 1                | 4                | 1                | 3                | 0                | 16     | 42     | 26     | 15     | 1      |
| C. Dağcı         | 26         | 138        | 76         | 57         | 5          | 2                | 21               | 17               | 3                | 1                | 28     | 159    | 93     | 60     | 6      |
| K. Elgaz         | 15         | 50         | 43         | 3          | 4          | 0                | 0                | 0                | 0                | 0                | 15     | 50     | 43     | 3      | 4      |
| E. Er            | 24         | 31         | 23         | 0          | 8          | 2                | 1                | 0                | 1                | 0                | 26     | 32     | 23     | 1      | 8      |
| C. Hacıbekiroğlu | 27         | 138        | 81         | 48         | 9          | 2                | 8                | 4                | 4                | 0                | 29     | 146    | 85     | 52     | 9      |
| B. Hazırol       | 21         | 0          | 0          | 0          | 0          | 2                | 0                | 0                | 0                | 0                | 23     | 0      | 0      | 0      | 0      |
| B. Hızarcı       | 11         | 38         | 34         | 3          | 1          | 0                | 0                | 0                | 0                | 0                | 11     | 38     | 34     | 3      | 1      |
| H. Koç           | 26         | 94         | 45         | 36         | 13         | 2                | 8                | 6                | 2                | 0                | 28     | 102    | 51     | 38     | 13     |
| S. Marshall      | 26         | 309        | 265        | 25         | 19         | 2                | 30               | 26               | 4                | 0                | 28     | 339    | 291    | 29     | 19     |
| M. Susam         | 2          | 6          | 4          | 2          | 0          | 0                | 0                | 0                | 0                | 0                | 2      | 6      | 4      | 2      | 0      |
| G. van Walle     | 6          | 76         | 61         | 7          | 8          | -                | -                | -                | -                | -                | 6      | 76     | 61     | 7      | 8      |

P = presenze; PT = punti totali; AV = attacchi vincenti; MV = muri vincenti; BV = battute vincenti